# 威廉·约翰·杜安
威廉·约翰·杜安（William John Duane，1780年5月9日—1865年9月27日），美国政治家，美国民主-共和党和美国民主党人，曾任美国财政部长（1833年）。
| 前任： 路易斯·麦克莱恩 | 美国财政部长 1833年 | 繼任： 罗杰·B·托尼 |